# Organza

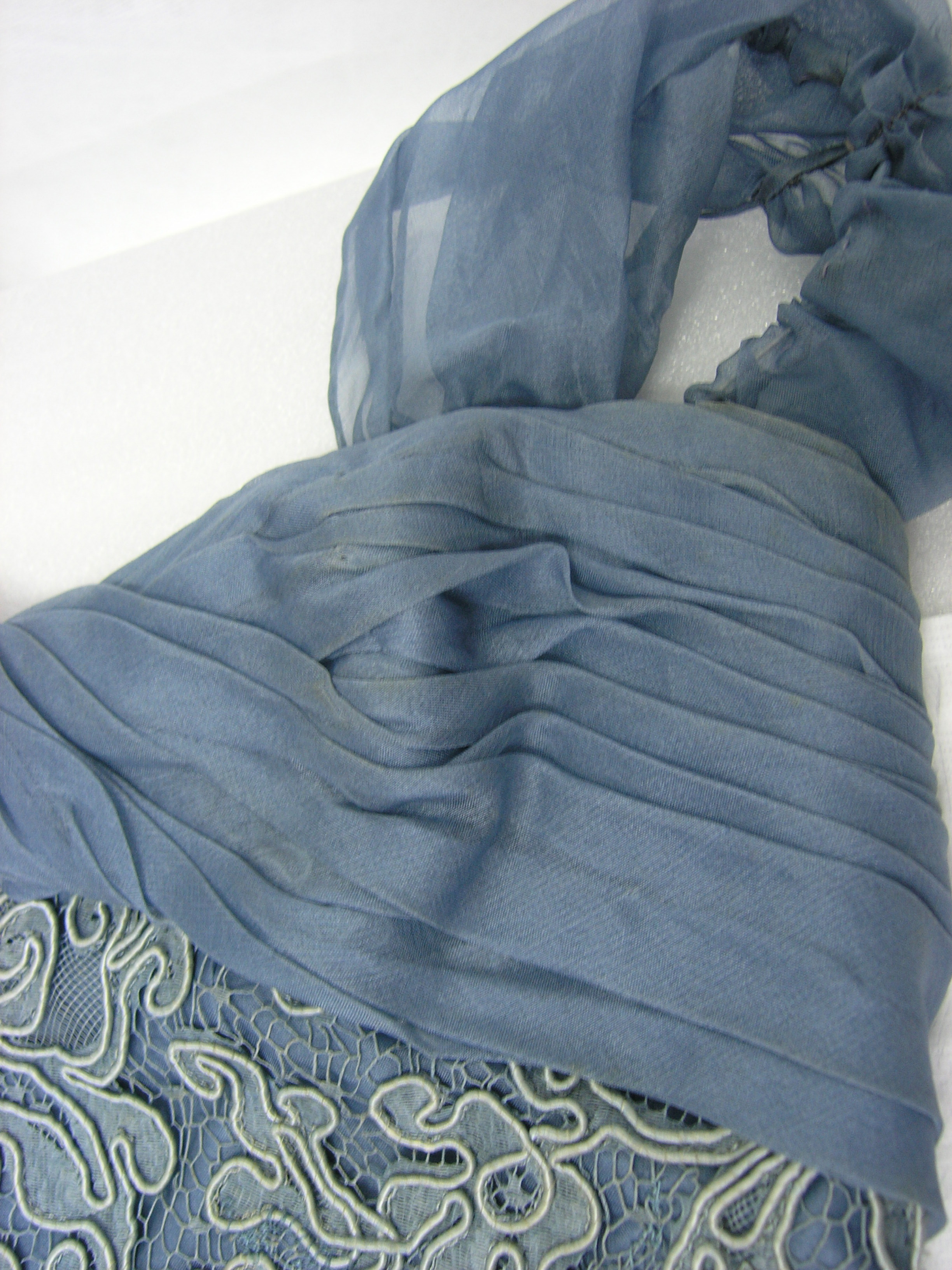
Organza v kombinaci s krajkou (šaty asi z roku 1953)

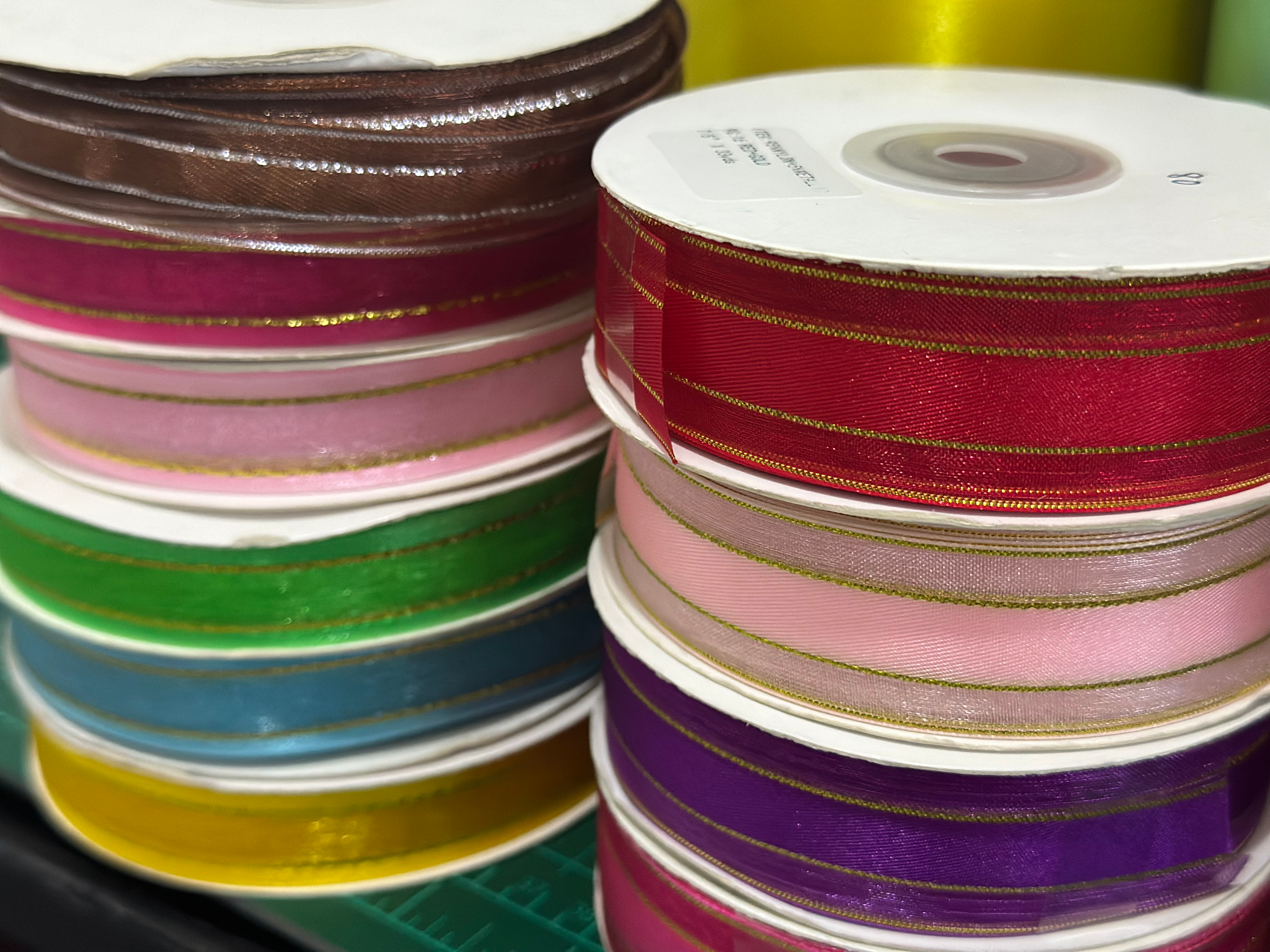
Stuhy z organzy (snímek z roku 2024)

Organza je tuhá, velmi lehká tkanina z přírodního hedvábí nebo z umělých filamentů, v plátnové vazbě. 
U původní organzy se v osnově i útku používá ostře kroucené, neodklížené hedvábí organzín, příze je proto velmi tvrdá, v jemnostech 3,0–3,3 tex. Tkanina se vyrábí v dostavě 20–35 nití/cm,  hmotnost dosahuje 17–26 g/m2.  Tkanina má „vrzavý“ omak, je průhledná, dobře se řasí.
Použití: Večerní a svatební šaty, dekorace a aranžmá.
Hedvábná organza se tká v řadě čínských textilek v oblasti kolem řeky Jang-c’-ťiang a v provincii Če-ťiang. Hrubší hedvábnou organzu tkají v Indii v okolí města Bengalúru. Luxusní organzy se zhotovují ve Francii a v Itálii.
Organza se vyrábí také z umělých vláken (polyester, polyamid, acetát). Typická tuhost organzy se zde dá částečně dosáhnout apreturou, imitace však není nikdy dokonalá a tkaniny jsou většinou těžší, než organza z přírodního hedvábí. 

## Variace organzy
- šanžán – osnova a útek v odlišných barvách, čímž vzniká měnivý lesk
- vločkový tisk – tkanina s trojdimenzionálním vzhledem
- rajé – proužky po délce vzniklé kombinací barev a vazeb
- travér – příčný proužek vzniklý zatkáním efektní útkové niti (lurex, buklé a pod.) [2] [7]